# Dasyhelea maculata
Dasyhelea maculata är en tvåvingeart som beskrevs av John William Scott Macfie 1943. Dasyhelea maculata ingår i släktet Dasyhelea och familjen svidknott. Inga underarter finns listade i Catalogue of Life.